# Staatsgästehaus Diaoyutai

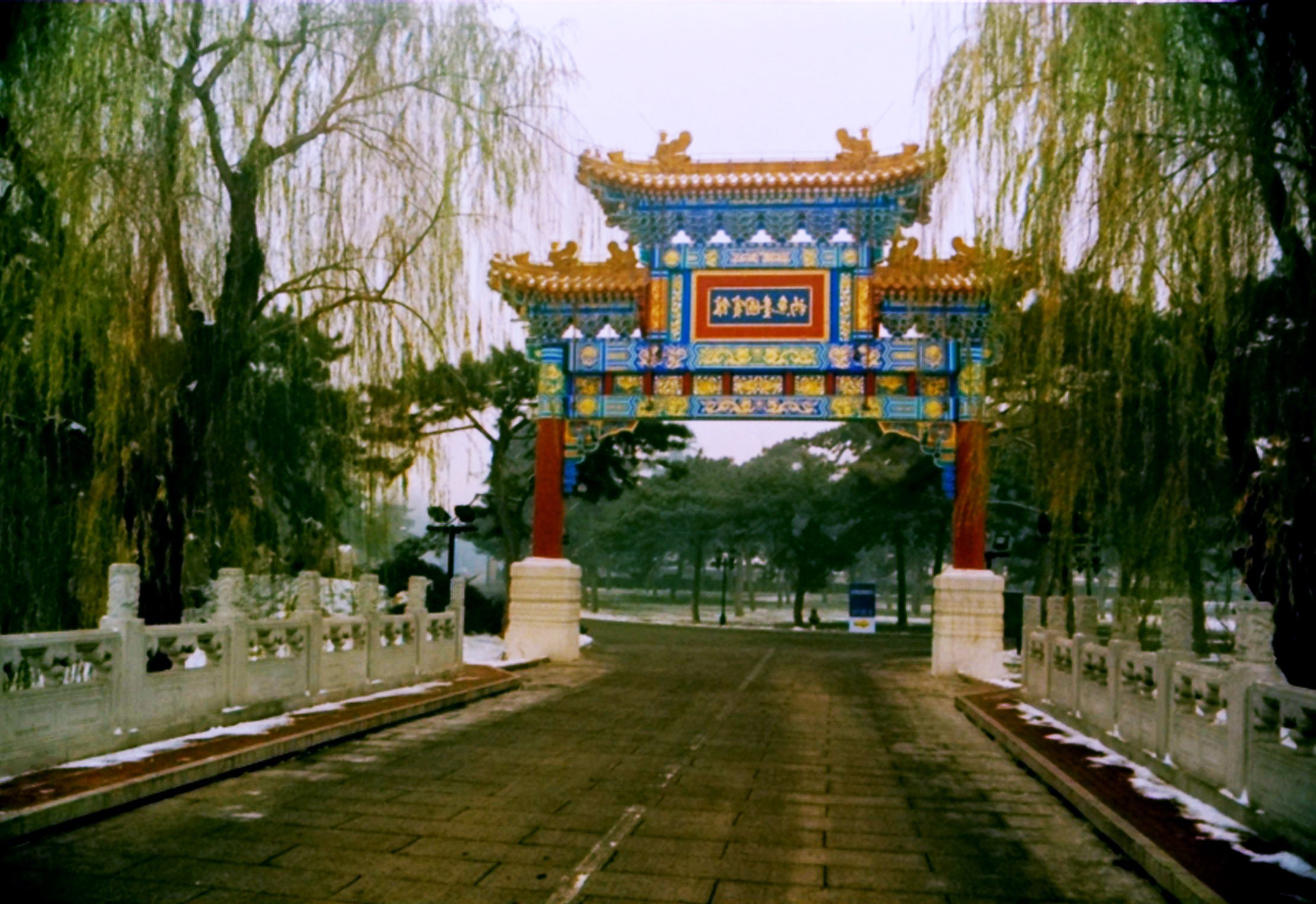
Einfahrt

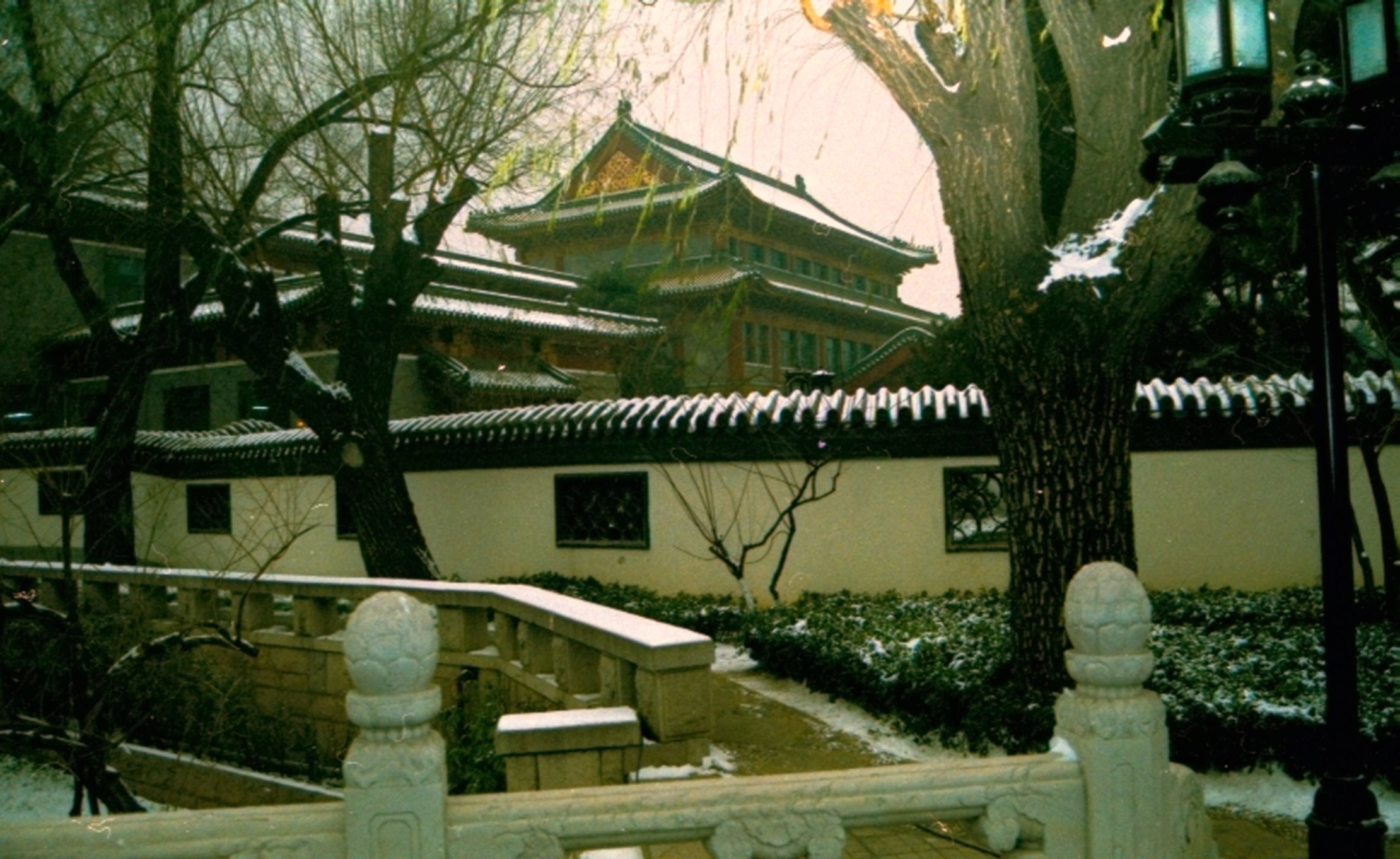
Anlage

Das Staatsgästehaus Diaoyutai (chin. Diàoyútái Guóbīnguǎn 钓鱼台国宾馆) ist ein Hotelkomplex mit einer ausgedehnten Gartenanlage in Peking.
Das Staatsgästehaus Diaoyutai wurde 1959 als eines der „Zehn Großen Gebäude“ zum zehnten Gründungstag der Volksrepublik China errichtet. Die Anlage erstreckt sich von Norden nach Süden über einen Kilometer, von Westen nach Osten über einen halben Kilometer, hat eine Gesamtfläche von 420.000 Quadratmetern, wovon 50.000 Quadratmeter Wasserflächen (Teiche) und 165.000 Baufläche sind.
Der Komplex dient der Unterbringung von Staatsgästen und anderen Besuchern aus dem Ausland sowie anderen chinesischen Gästen der Regierung in der Hauptstadt. Während der Kulturrevolution lebte hier u. a. Jiang Qing. Seit 2003 fanden hier die Sechs-Parteien-Gespräche statt.